# Binnaway
Binnaway est un village australien situé dans la zone d'administration locale de Warrumbungle en Nouvelle-Galles du Sud.

## Géographie
Le village est établi dans l'Orana le long de la rivière Castlereagh, affluent de la Macquarie, dans le centre-est de la Nouvelle-Galles du Sud, à 35 km au sud de Coonabarabran et à 400 km au nord-ouest de Sydney.

## Histoire
Le nom dériverait du mot aborigène binniaway signifiant « arbre à la menthe poivrée ».
Le village se développe à partir des années 1860 avec l'installation d'agriculteurs et éleveurs. Binnaway est relié à Dunedoo et Coonabarabran par le chemin de fer en 1917.

## Démographie
| 2016 | 2021 |
| ---- | ---- |
| 602  | 658  |